# Dichromanthus
Genre
Dichromanthus est un genre d'orchidées originaires du Texas et du Guatemala.

## Espèces
Selon BioLib (7 mai 2023) :
- Dichromanthus aurantiacus (Lex.) Salazar & Soto Arenas (2002)
- Dichromanthus cinnabarinus (Lex.) Garay 1982)
- Dichromanthus michuacanus (Lex.) Salazar & Soto Arenas (2002)
- Dichromanthus yucundaa Salazar & García-Mend.

## Synonyme
- Cutsis Burns-Bal. (1982)[2].